# Заєць Іван Олександрович
Іва́н Олекса́ндрович За́єць (нар. 5 липня 1952, с. Лозниця, Народицький район, Житомирська область, Українська РСР, СРСР) — український політик, народний депутат Верховної Ради України І, ІІ, III, IV та VI скликань. Борець за незалежність України у XX столітті. Член партії В'ячеслава Чорновола «Народний рух України».

## Життєпис
Народився 5 липня 1952 р. в с. Лозниця, Народицького району, Житомирської області в сім'ї селян.
Закінчив Українську сільськогосподарську академію за спеціальністю економічна кібернетика в сільському господарстві, економіст-математик (1974).
У 1979—1982 рр. навчався в аспірантурі Інституту економіки АН УРСР. Також закінчив юридичний факультет Київського університету ім. Шевченка.
У 1974—1975 — головний економіст колгоспу ім. Леніна в селі Горошків Тетіївського району Київської області.
У 1975—1978 працював старшим економістом, старшим науковим співробітником у київській філії Центрального інституту агрохімічного обслуговування в смт Чабани Київської області.
У 1978—1979, 1982—1990 працює на інженерських посадах та посаді молодшого наукового співробітника Інституту економіки АН УРСР.

## Громадсько-політична діяльність
У середині 80-х років почав активну громадсько-політичну діяльність. Один з фундаторів українознавчого клубу «Спадщина» при Київському будинку вчених, Товариства української мови ім. Т. Г. Шевченка, Народного Руху України (за перебудову). Член Народного Руху України з 1989 до квітня 1999.
З 1990 — заступник голови Ради колегій Руху. Ініціатор створення Громадського об'єднання допомоги Литовській Республіці.
З жовтня 1991 р. до березня 1999 р. — член Проводу Руху. З жовтня 1991 р. до березня 1992 р. — голова Ради колегій, заступник голови НРУ.
З вересня 1992 р. — голова Київського крайового Руху. До березня 1999 р. — член президії НРУ.
З жовтня 1997 р. до березня 1999 року — заступник голови НРУ.
З грудня 1999 р. до січня 2003 р. — Член президії Центрального проводу РУХу (УНР), 1-й заступник голови РУХу (УНР).
У січні 2003 УНР було перейменовано в Українську народну партію. Іван Заєць — перший заступник голови Української Народної Партії, член Центрального Проводу та Правління УНП.
У 2000-і роки член Президії Української всесвітньої координаційної Ради та Президії Товариства «Україна-Світ», член Національної Ради Конгресу української інтелігенції та Головної ради Всеукраїнського товариства «Просвіта». Голова Українського благодійного фонду «Трипілля».

## Парламентська кар'єра
Народний депутат України 1 скликання з 15 травня 1990 р. до 10 травня 1994 р. Обраний у Святошинському виборчому окрузі № 17, м. Київ. У парламенті обіймав посаду Голови підкомісії Комісії з питань економічної реформи і управління народним господарством. Входив до Народної Ради.
Народний депутат України 2 скликання з 11 травня 1994 р. (2-й тур) до 12 травня 1998 р. Обраний у Святошинському виборчому окрузі № 18, м. Київ, висунутий виборцями. У парламенті обіймав посаду Заступника голови Комітету у закордонних справах і зв'язках з СНД. Уповноважений член фракції НРУ.
Народний депутат України 3 скликання з 12 травня 1998 р. до 2 березня 2000 р. Обраний по багатомандатному загальнодержавному округу від Народного Руху України. № 6 у списку. У парламенті був членом фракції Народного Руху України. Обіймав посаду Першого заступника голови Комітету у закордонних справах і зв'язках з СНД (з липня 1998 до лютого 2000).
З 31 січня 2000 до 29 травня 2001 — Міністр екології та природних ресурсів України; член Урядового комітету з реформування аграрного сектору та з питань екології (з 17 лютого 2000). З лютого 2000 до серпня 2001 — член Ради національної безпеки і оборони України.
Народний депутат України 4-го скликання з 14 травня 2002 до 25 травня 2006. Обраний по багатомандатному загальнодержавному округу від виборчого блоку політичних партій "Блок Віктора Ющенка «Наша Україна». № 8 у списку. У Верховній Раді представляв фракцію «Наша Україна» і фракцію Української Народної Партії (остання була утворена 16 березня 2005 р.). Уповноважений представник фракції УНП.
У парламенті обіймав посади Першого заступника Голови Комітету Верховної Ради України з питань екологічної політики, природокористування та ліквідації наслідків Чорнобильської катастрофи. Був членом Тимчасової спеціальної комісії Верховної Ради України по опрацюванню проектів законів України про внесення змін до Конституції України, членом Тимчасової спеціальної комісії Верховної Ради України з моніторингу виконання Рекомендацій парламентських слухань «Про взаємовідносини та співробітництво України з НАТО» та Плану дій Україна-НАТО, членом груп з міжпарламентських зв'язків з Ірландією, Китайською Народною Республікою, Грузією.
У 2004—2005 рр. — довірена особа кандидата на пост Президента України В.Ющенка в ТВО № 200. Учасник помаранчевої революції 2004 року.
У парламентських виборах 26 березня 2006 р. брав участь по списку Українського Народного Блоку Костенка і Плюща, № 4 в списку. Вибори блок програв, набравши 1,87 % голосів.
Народний депутат України 6 скликання з 23 листопада 2007 від блоку «Наша Україна — Народна самооборона», № 30 в списку. На час виборів: тимчасово не працював, член УНП. Член фракції Блоку «Наша Україна — Народна самооборона» (з 23 листопада 2007). Заступник голови Комітету з питань екологічної політики, природокористування та ліквідації наслідків Чорнобильської катастрофи (з 26 грудня 2007).

## Нагороди, державні ранги
- Орден «За заслуги» ІІІ (грудень 1996)[5], II (липень 2002)[6], I ступенів (січень 2007)[7].
- Орден князя Ярослава Мудрого V ступеня (грудень 2009)[8].
- Відзнака Президента України — ювілейна медаль «25 років незалежності України» (2016).[9]